# Roger Aa Djupvik
Roger Aa Djupvik (* 23. März 1981 in Gloppen) ist ein ehemaliger norwegischer Skilangläufer.

## Werdegang
Djupvik, der bei den Junioren-Weltmeisterschaften 2000 im slowakischen Štrbské Pleso und  2001 im polnischen Karpacz mit der norwegischen Staffel jeweils Bronze gewonnen hatte, gab sein Debüt im Weltcup im März 2002 in Oslo beim Rennen über 50 km Freistil, das er auf Rang 69 beendete. Seine ersten Weltcuppunkte erreicht er im Dezember 2006, als er in Cogne Siebter über 15 km im klassischen Stil wurde. Dies war zugleich sein bestes Ergebnis im Weltcupeinzel. Ein weiteres Top-Ten-Ergebnis im Einzel gelang ihm mit Rang zehn im November 2009 in Kuusamo ebenfalls über 15 km klassisch. Im März 2010 gewann er mit der norwegischen Staffel in Lahti sein einziges Weltcuprennen. Im Scandinavian Cup, bei dem er insgesamt vier Rennen gewann, belegte er in der Saison 2007/08 den vierten Platz und 2008/09 den ersten Rang in der Gesamtwertung. Im März 2012 erreichte er beim Birkebeinerrennet den zweiten Platz.

## Erfolge

### Weltcupsiege im Team
| Nr. | Datum        | Ort   | Disziplin           |
| --- | ------------ | ----- | ------------------- |
| 1.  | 7. März 2010 | Lahti | 4 × 10 km Staffel 1 |

### Siege bei Continental-Cup-Rennen
| Nr. | Datum             | Ort      | Disziplin                       | Serie            |
| --- | ----------------- | -------- | ------------------------------- | ---------------- |
| 1.  | 14. Dezember 2007 | Vuokatti | 15 km klassisch Individualstart | Scandinavian Cup |
| 2.  | 4. Januar 2009    | Keuruu   | 15 km klassisch Individualstart | Scandinavian Cup |
| 3.  | 8. Februar 2009   | Mammaste | 30 km klassisch Individualstart | Scandinavian Cup |
| 4.  | 17. Dezember 2010 | Savalen  | 15 km Freistil Individualstart  | Scandinavian Cup |

### Medaillen bei nationalen Meisterschaften
- 2006: Bronze im Teamsprint
- 2014: Bronze mit der Staffel